# Potoščica
Potoščica je potok, ki svoje vode nabira na vzhodnih pobočjih planote Jelovica v bližini vasi Jamnik. Pridruži se potoku Nemiljščica, ki se med Naklom in Podnartom kot desni pritok izliva v reko Savo. 